# Região Demarcada do Dão

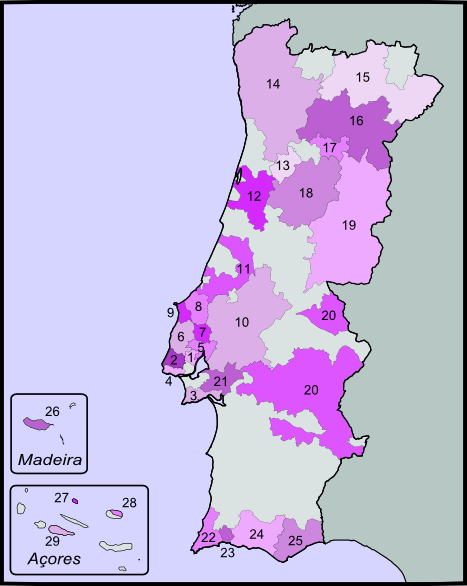
Regiões vinícolas portuguesas. Dão corresponde à região #18.

A Região Demarcada do Dão foi instituída em data desconhecida de 1908, situada no centro de Portugal, na província da Beira Alta. Foi a primeira região demarcada de vinhos não licorosos do país e a segunda região demarcada de vinhos do país. A região do Dão é conhecida como a Borgonha Portuguesa.

## Localização
A região do Dão tem cerca de 20.000 hectares de vinha em aproximadamente 376.000 hectares de terra, estendendo-se por vários distritos como:
- Coimbra: Arganil, Oliveira do Hospital, Tábua;
- Guarda: Aguiar da Beira, Fornos de Algodres, Gouveia e Seia;
- Viseu: Carregal do Sal, Mangualde, Mortágua, Nelas, Penalva do Castelo, Santa Comba Dão, Sátão, Tondela e Viseu (parcialmente).

Esta região caracteriza-se por um relevo acidentado. Tem solo de predominantemente granítico, terroir e clima propício com larga amplitude térmica.

## Castas emblemáticas
Das principais castas do Vinho do Dão destacam-se:
- Touriga nacional: é a casta mais nobre, dela surgem vinhos com bom teor alcoólico, com aromas intensos, encorpados, com taninos nobres e susceptíveis de longo envelhecimento.
- Encruzado: entre as castas brancas é a mais nobre. Tem um bom teor alcoólico, com aromas complexos, frescos e relativamente secos.
- Alfrocheiro Preto: confere aos vinhos aromas finos que ganham complexidade com o passar dos anos.
- Jaen: tem um teor alcoólico regular, com aromas intensos de fruta muito madura. Possui taninos de qualidade e de grande macieza.

## Características vinícolas
Os vinhos da Região Demarcada do Dão são vinhos gastronómicos, com acidez excepcional de aromas complexos e delicados. O seu carácter, complexidade, elegância, equilíbrio, maturidade, potencial de envelhecimento e combinação perfeita com a gastronomia local.

## Prémios
A qualidade dos vinhos do Dão tem sido premiada em concursos internacionais de vinhos. Em 2014 obtiveram nove medalhas de prata e nove medalhas de bronze na 45.ª edição do concurso internacional Wine and Spirit Competition.